# Nexen Building
El 801 Seventh Avenue S.W., comúnmente conocido como Nexen Building, es un edificio de oficinas de gran altura en el centro de Calgary, la mayor ciudad de la provincia canadiense de Alberta. Es un rascacielos de 37 pisos, con una altura de 153 m. Fue diseñado por CPV Group Architects and Engineers Ltd y construido por CANA Construction Company Limited. Se completó en 1982. 

## Descripción
Emplea un sistema de piso compuesto de estructura de acero con vigas cortas, desarrollado originalmente en parte por Joseph Colaco.
Es único porque es uno de los pocos edificios en Calgary que no sigue el patrón de cuadrícula tradicional del centro de la ciudad. En lugar de mirar al sur-norte o este-oeste, se coloca en diagonal.
El inquilino original del edificio Nexen era NOVA Corporation. En 2000, el edificio se convirtió en la sede de Nexen. En 2013, la estatal china CNOOC compró Nexen y redujo su plantilla con el tiempo.
Nexen se mudó del edificio Nexen en 2019, en lugar de subarrendar 8 pisos de The Bow de Cenovus, dejando al edificio Nexen como el edificio completamente vacío más grande en el centro de Calgary.